# Orange Range (album)
Az album az Orange Range 4. nagylemeze, amit 2006. december 6-án adtak ki és az együttes nevét viseli. Kétféle kiadásban is megjelent, az egyik egy extra DVD-t tartalmaz négy videóklippel.

## Számok
1. Miracle
2. Champione (チャンピオーネ)
3. Dance2 feat. Soy Sauce
4. Fat
5. Beautiful Day
6. Fuurinkazan (風林火山)
7. Everysing
8. Walk On
9. So Little Time feat. Petunia Rocks
10. Fire Burn feat. God Making
11. Un Rock Star
12. Hello
13. Lights
14. Great Escape
15. Step by Step
16. Sayonara
17. Silent Night